# Družmirsko jezero
Družmirsko jezero ili Šoštanjsko jezero umjetno je jezero u Sloveniji smješteno između Šoštanja i Velenja.

## Geografske karakteristike
Jezero leži na istočnoj periferiji Šoštanja na nadmorskoj visini od 340 metara. Najveća mu je dubina 87 metara što ga čini najdubljim jezerom u Sloveniji, ako se izuzme sifonski izvor Divljeg jezera.
Družmirsko jezero najmlađe je jezero iz grupe Šaleških jezera, nastalo između 1975. i 2005. slijeganjem tla na mjestu starih rovova velenjskog ugljenokopa. Družmirsko jezero čine dva bazena, jedno pliće s maksimalnom dubinom od 5 metara i drugo s najvećom dubinom od 87 metara. U jezero se ulijeva potok Velunja. Voda se u jezeru izmijeni svake tri do četiri godine. Zbog prisutnosti ugljenokopa ispod njegove površine, voda jezera je zagađena.

## Vanjske poveznice
- Šaleška jezera  Arhivirana inačica izvorne stranice od 7. rujna 2014. (Wayback Machine) (slov.)